# الحرض (جبلة)

تعديل مصدري - تعديل

الحرض محلة تابعة لقرية الرباط، التابعة لعزلة الثوابي بمديرية جبلة إحدى مديريات محافظة إب في الجمهورية اليمنية، بلغ تعداد سكانها 69 حسب تعداد اليمن لعام 2004.